# Thaba Chweu
Thaba Chweu – gmina w Republice Południowej Afryki, w prowincji Mpumalanga, w dystrykcie Ehlanzeni. Siedzibą administracyjną gminy jest Lydenburg.